# Joseph Petitbrouhaud
Joseph (Élie) Petitbrouhaud, né le 4 janvier 1894 à Besançon (Doubs) et mort au combat le 4 septembre 1944 à Saint-Pierre-Aigle (Aisne), est un ouvrier-mécanicien et résistant français,,.

## Biographie

### Première Guerre mondiale
Ajusteur-mécanicien demeurant Grande-Rue à Besançon, Joseph Petitbrouhaud prend part à la Première Guerre mondiale. Incorporé dès septembre 1914 au 60e régiment d'infanterie, il est promu caporal puis sergent. Son courage au combat en juin 1915 lui vaut la croix de guerre 1914-1918. Fait prisonnier à Cléry (Somme) en août 1916, il est libéré et rapatrié en décembre 1918.

### Seconde Guerre mondiale
Il s'engage dans la Résistance et rejoint l'Organisation civile et militaire de l'Aisne et les FFI,.
Fusillé par une rafale de mitraillette, il est tué à Saint-Pierre-Aigle dans l'Aisne, alors qu'il y effectuait une patrouille.

## Distinction
- Croix de guerre 1914-1918 avec étoile de bronze (1 citation à l'ordre du bataillon en 1915)[2]

## Reconnaissance
- Mort pour la France[2],[3] ;
- Homologation FFI[2],[3],[5] ;
- Son nom figure au monument commémoratif de Vic-sur-Aisne et monument aux morts de Saint-Pierre-Aigle[2].